# 852
| Calendário gregoriano                                                        | 852 DCCCLII                                          |
| Ab urbe condita                                                              | 1605                                                 |
| Calendário arménio                                                           | 301 – 302                                            |
| Calendário bahá'í                                                            | -992 – -991                                          |
| Calendário budista                                                           | 1396                                                 |
| Calendário chinês                                                            | 3548 – 3549 Início a 26 de janeiro (aproximadamente) |
| Calendário copta                                                             | 568 – 569                                            |
| Calendário etíope                                                            | 844 – 845                                            |
| Calendários hindus - Vikram Samvat - Calendário nacional indiano - Cáli Iuga | 907 – 908 773 – 774 3952 – 3953                      |
| Calendário Holoceno                                                          | 10852                                                |
| Calendário islâmico                                                          | 237 – 238                                            |
| Calendário judaico                                                           | 4612 – 4613                                          |
| Calendário persa                                                             | 230 – 231                                            |
| Calendário rúnico                                                            | 1102                                                 |
| Calendário solar tailandês                                                   | 1395                                                 |

852 foi um ano bissexto do século IX, que teve início a uma sexta-feira e terminou a um sábado, no calendário juliano. As suas letras dominicais foram C e B.
| Ano completo                          |
| ------------------------------------- |
| Ano bissexto com início à sexta-feira |

## Eventos
- Maomé I é aclamado califa de Córdova (r. 852–886).

## Mortes
- Abderramão II — califa de Córdova  (n. 822)
- Iúçufe ibne Abuçaíde Almarvazi — governador do Azerbaijão e da Arménia para o Califado Abássida entre 851 e 852
- Santa Natália de Córdova ou Sabagota — mártir da Igreja Católica
- Freculfo — clérigo e diplomata franco
- Presiano I da Bulgária — cã búlgaro entre 836 e 852
- Du Mu — escritor chinês  (n. 803)
- Zhang Hu — poeta chinês (n. 792)